# Jean Marie Farina
Pour les articles homonymes, voir Jean-Marie Farina et Farina.

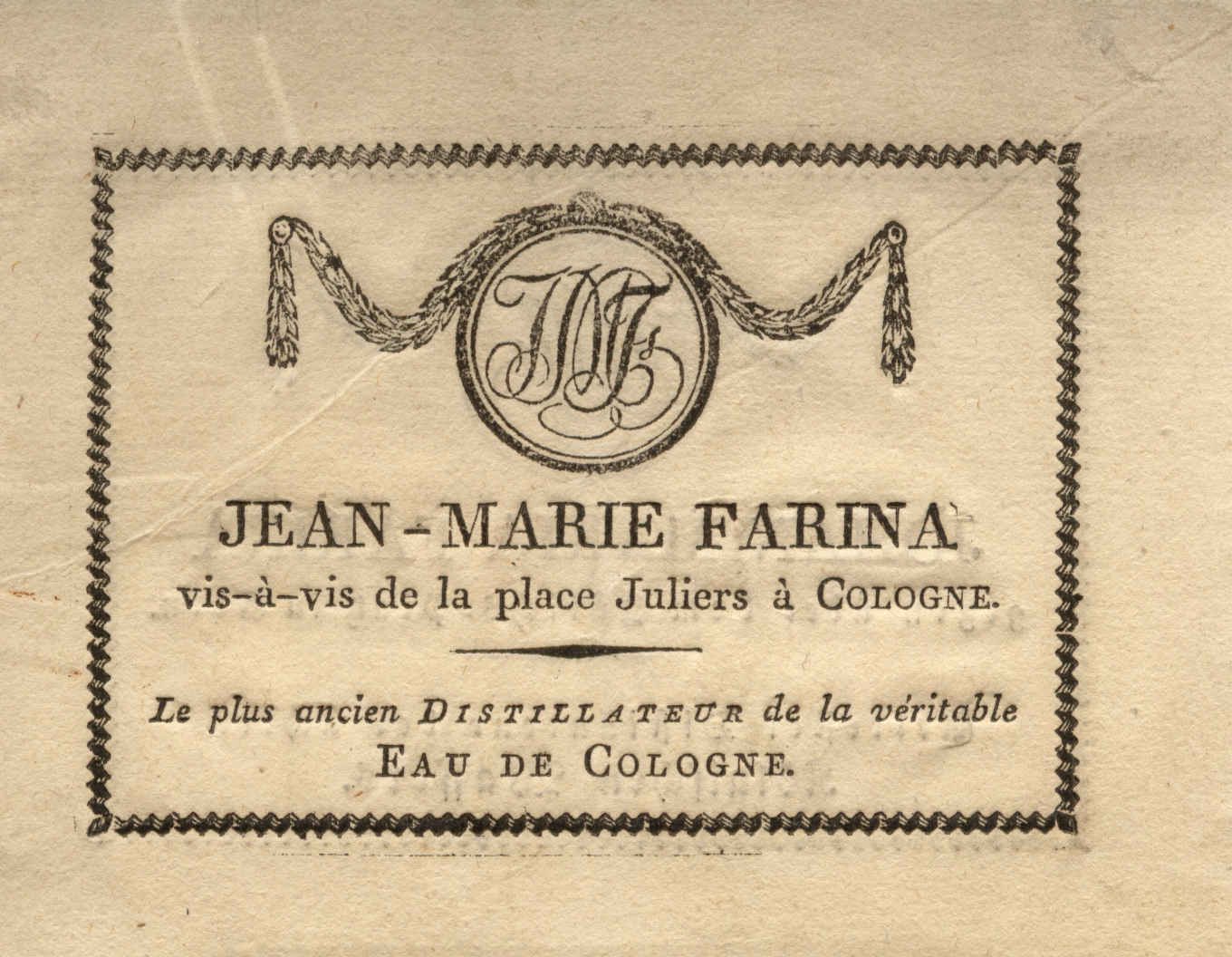
carte de visite 1747

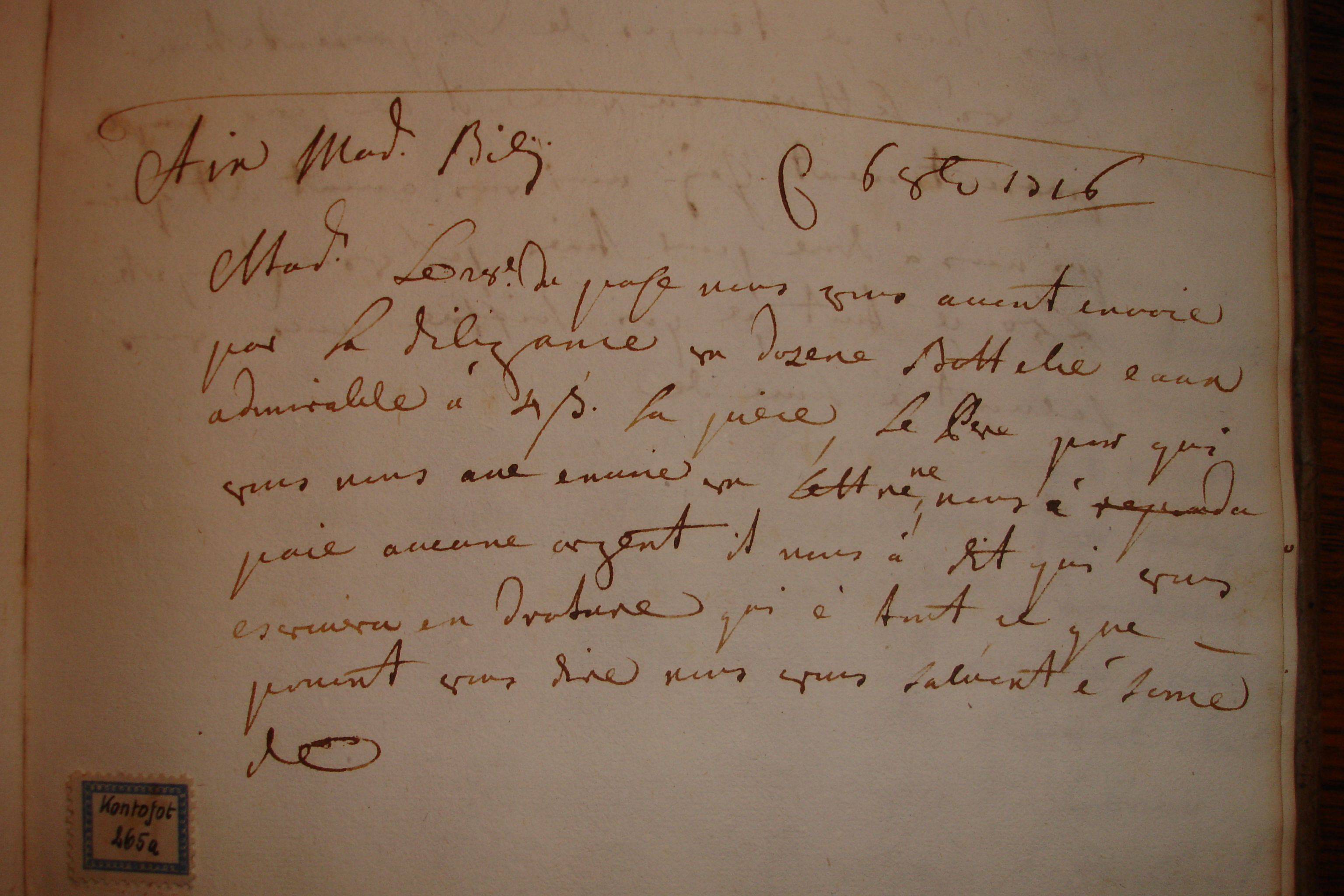
lettre 1716

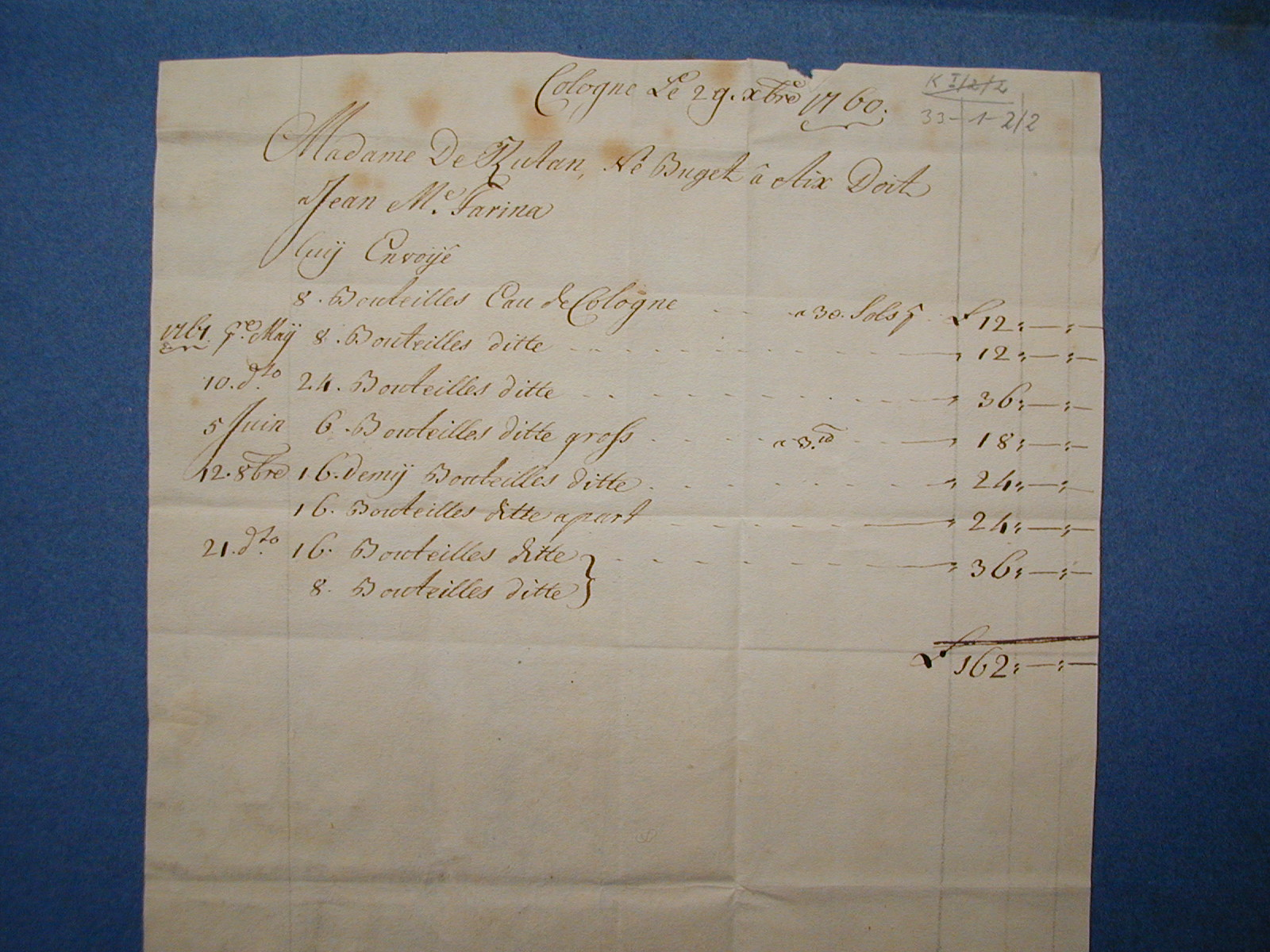
Facture de Jean Marie Farina 1760

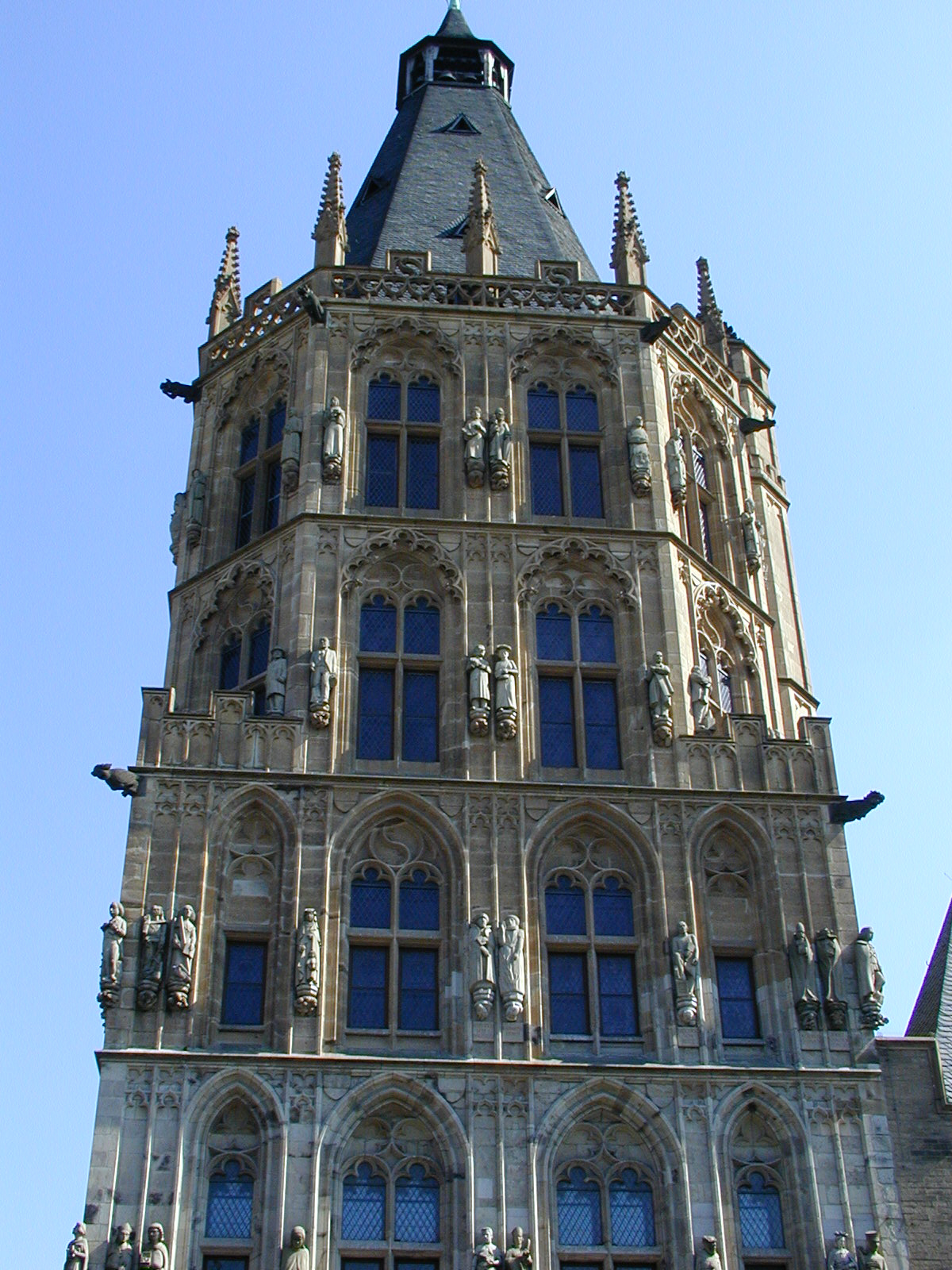
La tour de l'hôtel de ville sur laquelle se trouve une statue du parfumeur, côté gauche, étage

Jean-Marie Farina (Giovanni Maria Farina) est un parfumeur italien, né le 8 décembre 1685 à Santa Maria Maggiore, Duché de Milan et mort le 25 novembre 1766 à Cologne, Électorat de Cologne. Il fut le créateur en 1709 à Cologne de Jean Marie Farina vis a vis la place Juliers, la plus ancienne maison de parfum de l'époque moderne actuellement encore en activité. L’eau de Cologne de Farina fit rapidement le tour du monde, et au XVIIIe siècle elle était un accessoire indispensable à la cour.

## Biographie
Né dans le Piémont de Giovanni Antonio Farina et Lucia Salina, Jean Marie, comme tout jeune homme issu de la bonne bourgeoisie, part faire son Grand Tour à quatorze ans. Il retrouve notamment à Venise son grand-oncle Carlos Gennari, fabricant de parfums pour l'aristocratie, dont il devient l'élève. Jean Marie se spécialise notamment dans les parfums frais et légers à base d'agrumes et de leurs écorces dont la mode supplante celle des parfums capiteux et musqués.
Il se fixe à Cologne où son frère Jean Baptiste Farina avait établi un commerce d'articles de luxe. Il y ouvre une boutique en 1709 et promeut l'eau de Cologne, dans le Brevet français (1727) il attribue l'invention de l'Eau de Cologne à Jean-Paul Feminis, son compatriote.  L'eau de Cologne connaît un grand succès à l'époque où l'hygiène est principalement assurée par la « toilette sèche », les parfums servant à camoufler les mauvaises odeurs.
À l’époque du parfumeur, le nom eau de Cologne n’aurait pas prêté confusion. En effet, le parfumeur italien nomma son parfum en hommage à sa nouvelle ville de résidence. Lorsque Farina s’expatria, Cologne était encore une ville libre d'Empire et il n’était pas aisé d’y élire domicile. Jean Marie Farina ayant reçu la citoyenneté fit un geste de remerciement et nomma sa création d'après la ville. Ce nom fut ainsi connu mondialement, et à cette époque il n’y aurait pas eu le moindre doute que le nom eau de Cologne faisait uniquement référence au parfum de luxe de Farina qui était devenu le fournisseur officiel des cours européennes. Farina choisit de donner un nom français à son parfum car le français était alors la langue parlée à l’échelle européenne ; c’était à la fois la langue utilisée à la cour et celle du commerce, d’où le choix du parfumeur.
Homme de son temps, Farina choisit de se faire appeler Jean-Marie Farina. Son acte de naissance étant en latin, il adaptait son nom en fonction du pays dans lequel il se trouvait et en fonction de la mode comme le montre sa carte de visite datant de 1747 ou encore la facture de 1760. Ce n’est qu’à la fin du XVIIIe siècle, après la révolution française et après l’annexion de Cologne par les troupes napoléoniennes que de nombreuses copies du parfum de Farina virent le jour. Les brevets et les droits de marque n’existant pas encore, c’est à cette époque que le nom d’un seul parfum, celui de Farina, devint un terme générique pour désigner des parfums légers. Des centaines de contrefaçons se trouvaient alors en vente, et c’est donc à cette époque que le nom du parfum eau de Cologne se perdit à jamais.
En France, il y a de nombreuses confusions à l’égard du nom de Farina. En effet, en 1806, un descendant du parfumeur s’installa à Paris où il entreprit de créer, avec l’accord de la famille à Cologne, sa propre entreprise d’eau de Cologne. Il créa toutefois un parfum différent destiné à un autre public. Ce Farina qui s’installa à Paris portait sur son acte de naissance le nom de Jean Marie Joseph Farina, mais pour mieux vendre son parfum, il s’appropria le nom de Jean-Marie, ce que la famille à Cologne toléra.
Plus tard, le Farina de Paris revendit sa marque à Roger & Gallet, qui produit aujourd’hui encore une eau de Cologne Roger & Gallet Jean Marie Farina dite « extra vieille ».

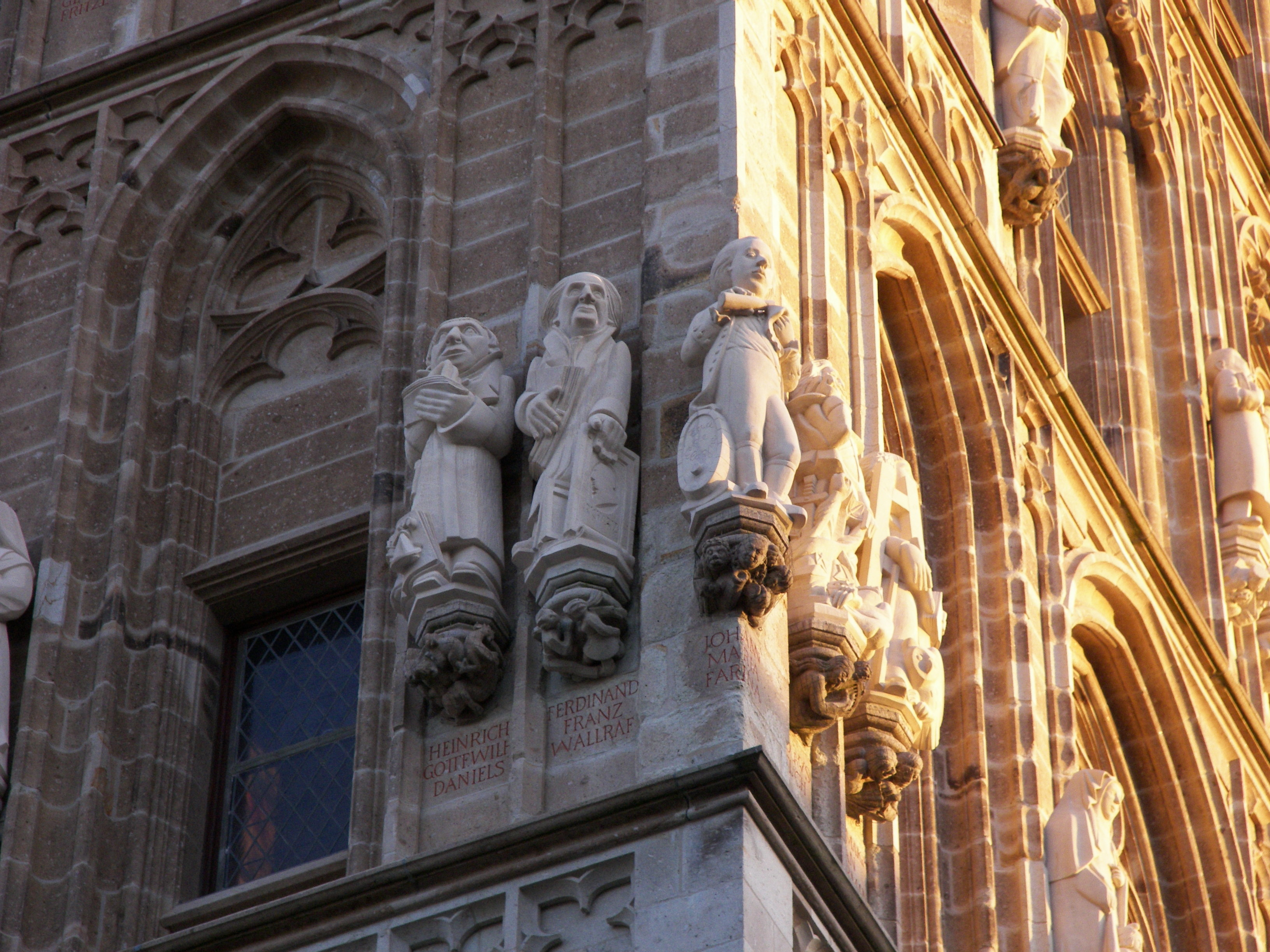
J. M. Farina
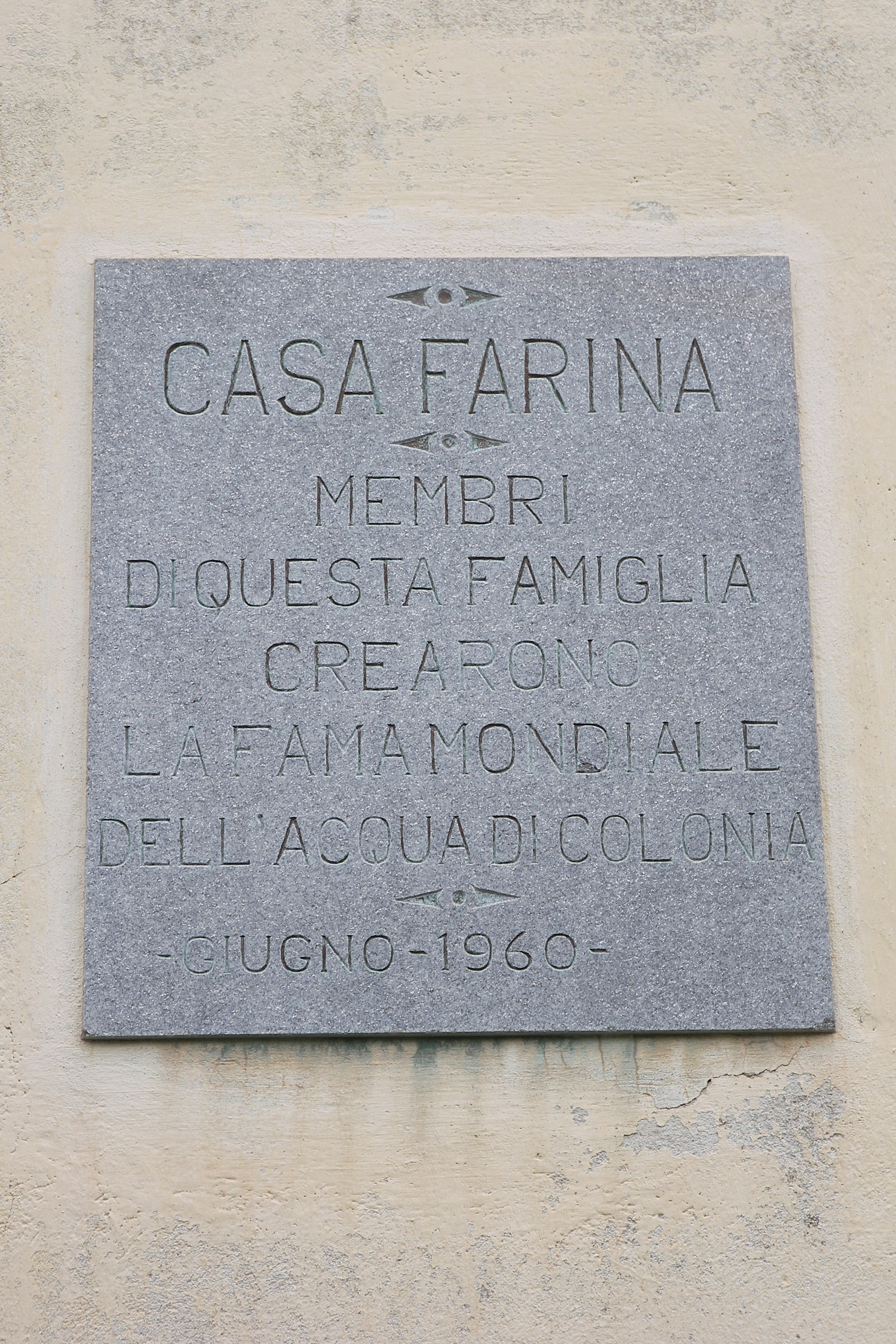
Maison Farina à Santa Maria Maggiore
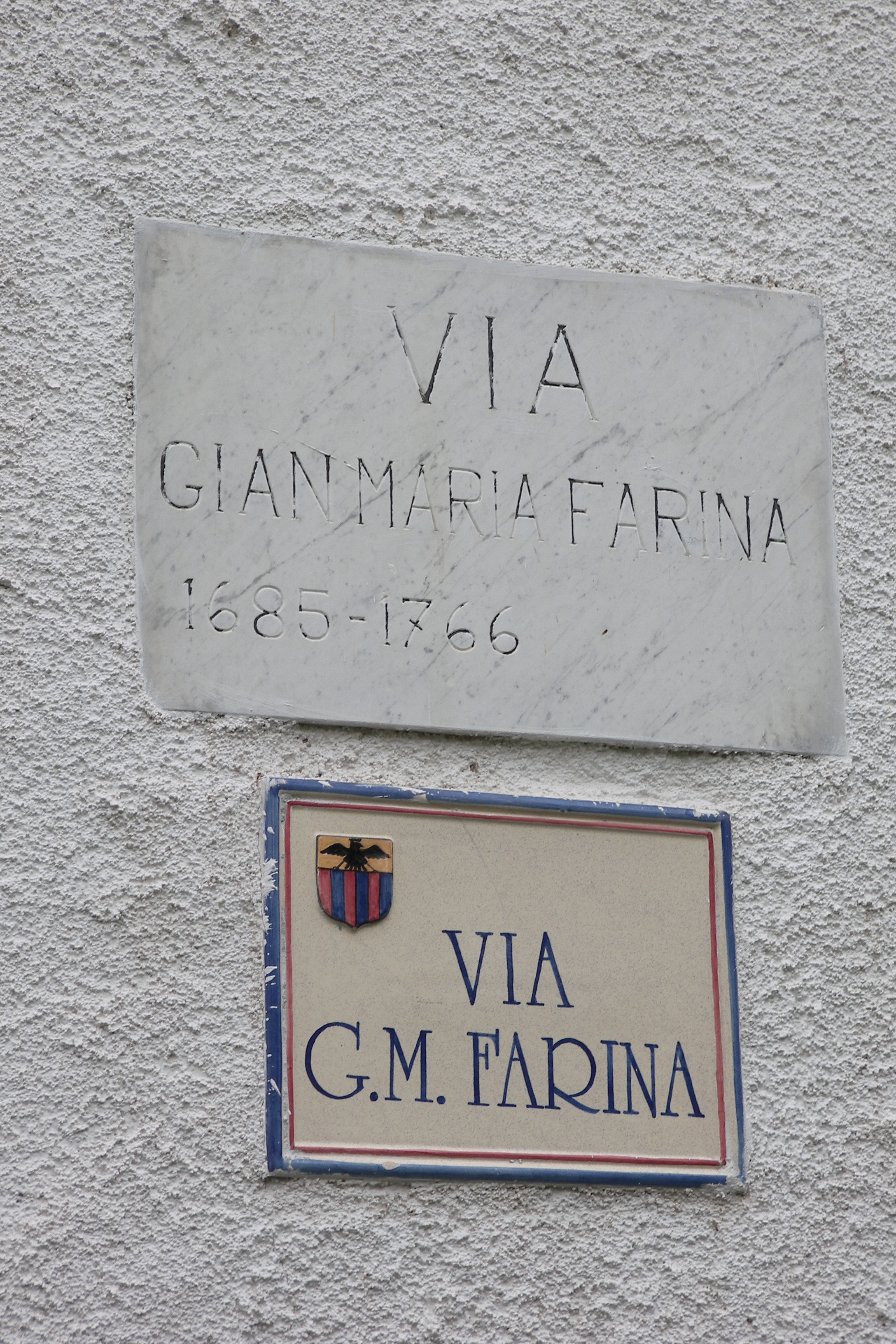
Via G.M.Farina à Santa Maria Maggiore
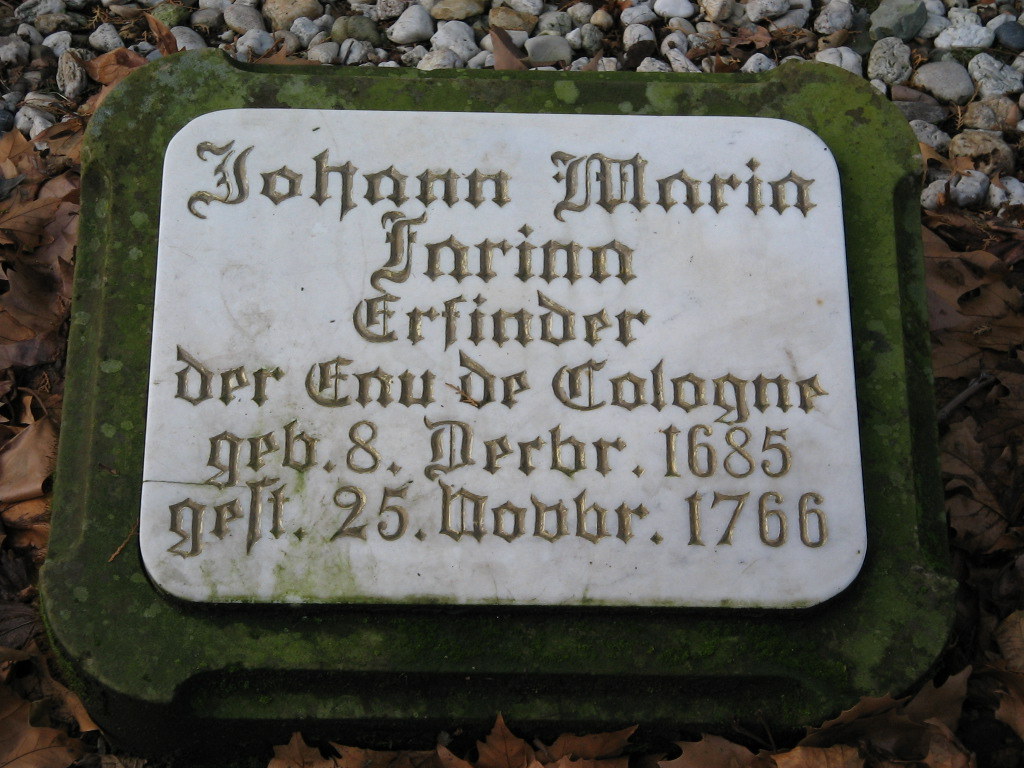
Cimetière Melaten, Cologne